# Одзу (посёлок)
Одзу (яп. 大津町 О:дзу-мати) — посёлок в Японии, находящийся в уезде Кикути префектуры Кумамото. Площадь посёлка составляет 99,09 км², население — 33 313 человек (1 августа 2014), плотность населения — 336,19 чел./км².

## Географическое положение
Посёлок расположен на острове Кюсю в префектуре Кумамото региона Кюсю. С ним граничат города Кикути, Асо, Коси, посёлки Кикуё, Масики и сёла Нисихара, Минамиасо.

## Население
Население посёлка составляет 33 313 человек (1 августа 2014), а плотность — 336,19 чел./км². Изменение численности населения с 1980 по 2005 годы:
| 1980 | 19 894 чел. |  |
| 1985 | 22 008 чел. |  |
| 1990 | 23 744 чел. |  |
| 1995 | 26 376 чел. |  |
| 2000 | 28 021 чел. |  |
| 2005 | 29 107 чел. |  |

## Символика
Деревом посёлка считается криптомерия, цветком — рододендрон, птицей — красноухая овсянка.